# Feisoglio
Feisoglio – miejscowość i gmina we Włoszech, w regionie Piemont, w prowincji Cuneo.
Według danych na rok 2004 gminę zamieszkiwało 395 osób, 56,4 os./km².